# Bovichtus chilensis
Bovichtus chilensis is een  straalvinnige vissensoort uit de familie van ijsvissen (Bovichtidae). De wetenschappelijke naam van de soort is voor het eerst geldig gepubliceerd in 1913 door Regan.
De soort staat op de Rode Lijst van de IUCN als niet bedreigd, beoordelingsjaar 2009.